# Referendum w Islandii w 1908 roku
Referendum w sprawie wprowadzenia prohibicji w 1908 roku było pierwszym referendum w dziejach Islandii. Prohibicję poparło 59,35% głosujących, przeciw było 40,65%. Następne referendum w tej sprawie odbyło się w 1933 roku.

## Wyniki
| Wybór                    | Głosy | %     |
| ------------------------ | ----- | ----- |
| Za                       | 4 850 | 59,35 |
| Przeciw                  | 3 218 | 40,65 |
| Głosy nieważne           | 640   | –     |
| Łącznie/frekwencja       | 8 728 | 74,43 |
| Source: Direct Democracy |       |       |